# Helena Dretar Karić
Helena Dretar Karić (Varaždin, 28. studenoga 1979.) hrvatska je stolnoteniska paraolimpijka koja se natječe u klasi 3. 
Rodila se u Varaždinu 28. studenoga 1979. godine. Bila je talentirana rukometašica, koju je sa 17 godina kao pješakinju udario automobil i od tada je u invalidskim kolicima. Na oporavku u Varaždinskim Toplicama upoznala je hrvatsku parolimpijsku reprezentaciju u stolnom tenisu i nakon toga se intezivnije počela baviti tim sportom od 2008. godine. Igrala je u više klubova, a najviše u zagrebačkom klubu STKOI „Uriho”.
U paru s Anđelom Mužinić Vincetić osvojila je brojne medalje uključujući medalje na Paraolimpijskim igrama (2016., 2020.) na svjetskim prvenstvima (2014., 2017.) te europskim prvenstvima, od čega pet zlatnih na EP (2013. – 2023.) i jednu broncu (2011.)
Na Ljetnim paraolimpijskim igrama 2016. osvojila je srebro u paru s Anđelom Mužinić Vincetić. Četiri godine kasnije na Igrama 2020. osvojile su broncu.
Dobila je Državnu nagradu za sport „Franjo Bučar”‎ ‎i odlikovanje Red Danice hrvatske s likom Franje Bučara.
Kao dio hrvatske parolimpijske stolnoteniske reprezentacije dobila je nagradu Sportaši godine Sportskih novosti 2015. i 2021. godine u kategoriji ženskih ekipa godine.